# 訃報 2015年9月
訃報 2015年9月（ふほう 2015ねん9がつ）では、2015年9月に物故した、又は物故が報じられた人物についてまとめる。

## (1日 - 15日)

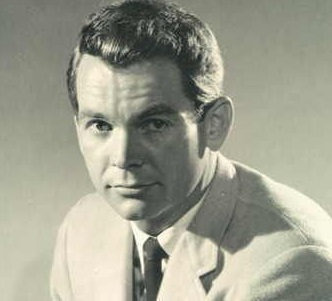
ディーン・ジョーンズ／9月1日没

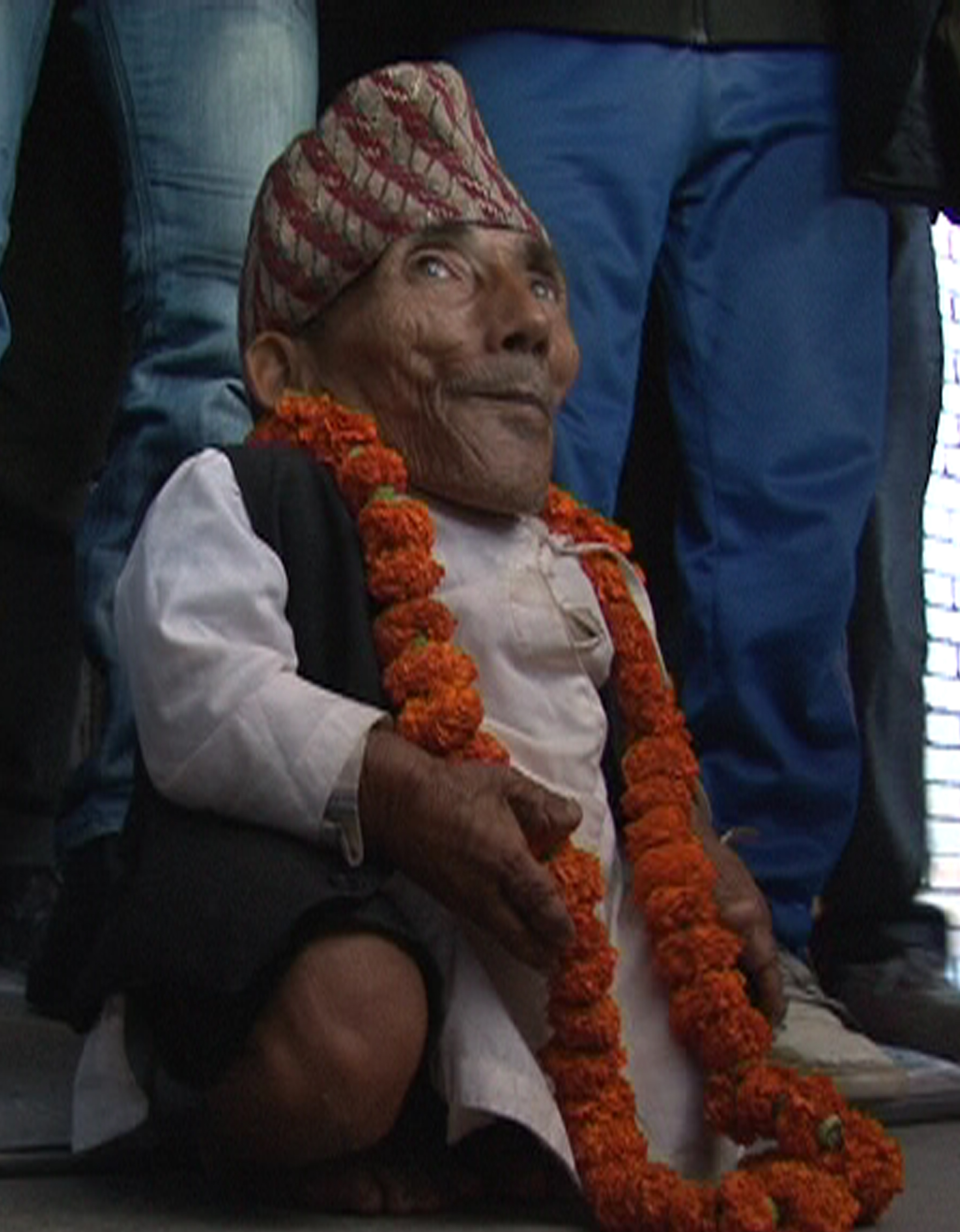
チャンドラ・バハドゥール・ダンギ／9月3日没

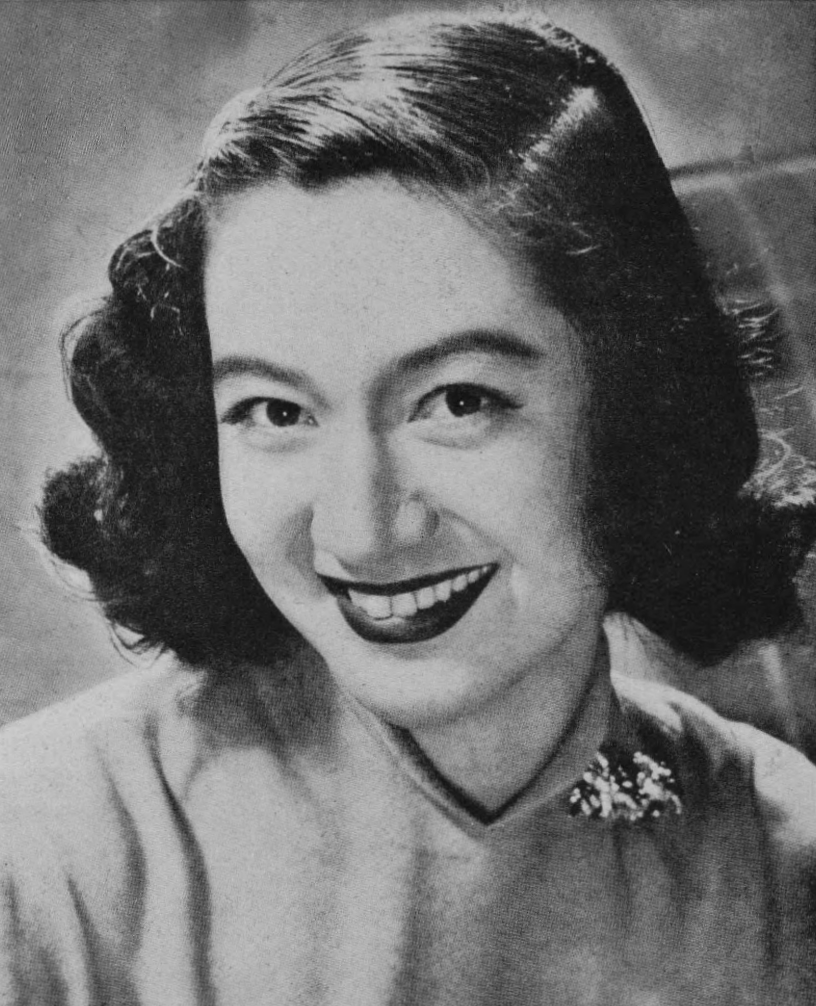
原節子／9月5日没

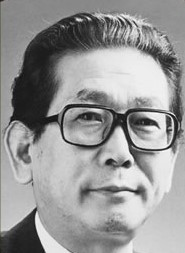
竹内黎一／9月5日没

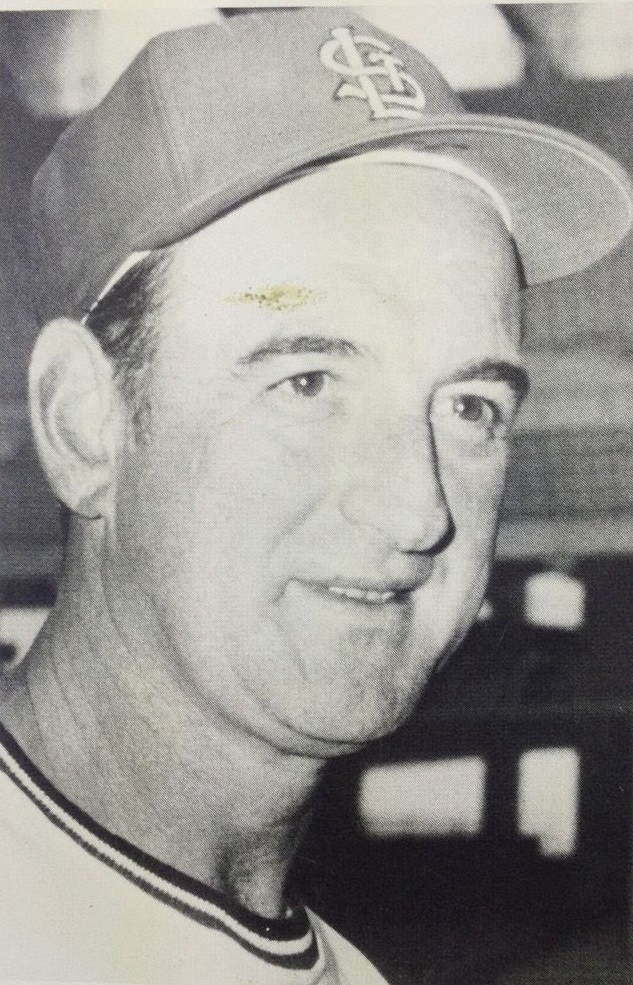
バーニー・シュルツ／9月9日没

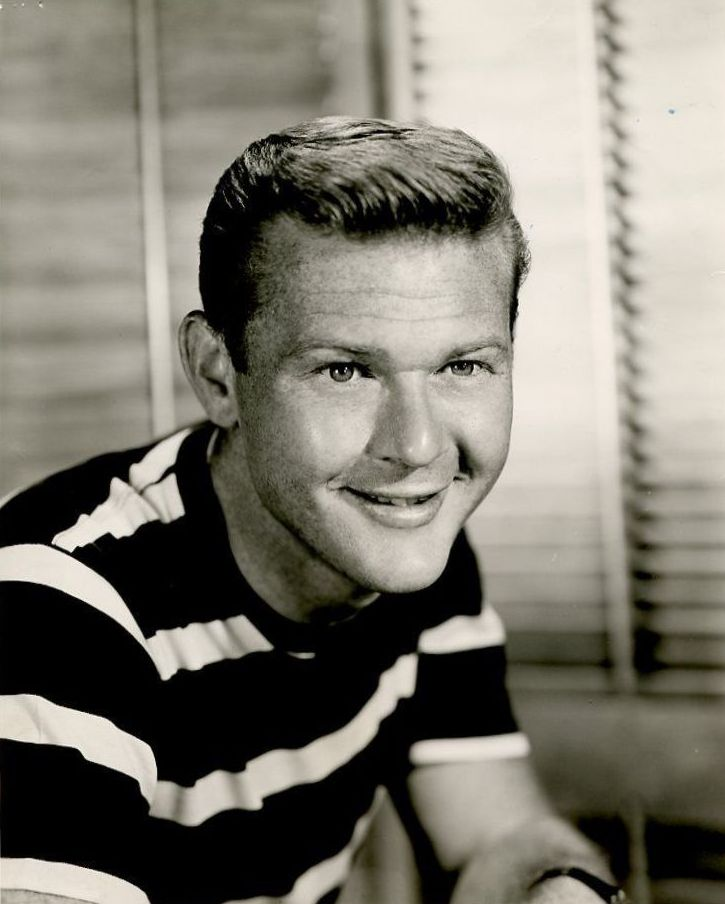
マーティン・ミルナー／9月6日没

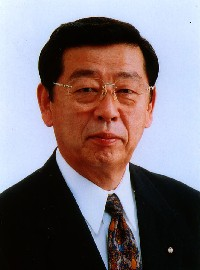
砂田圭佑／9月6日没

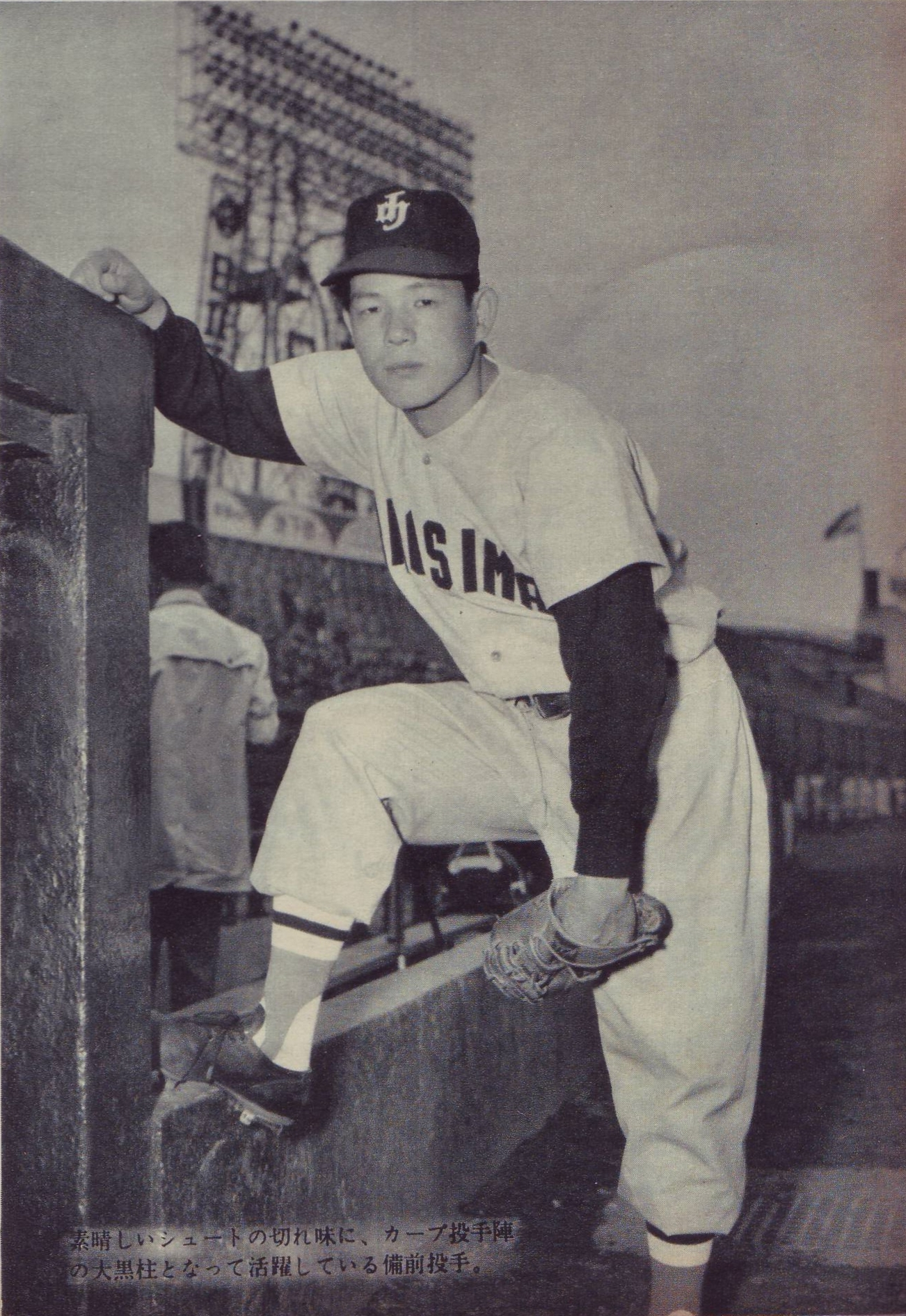
備前喜夫／9月7日没

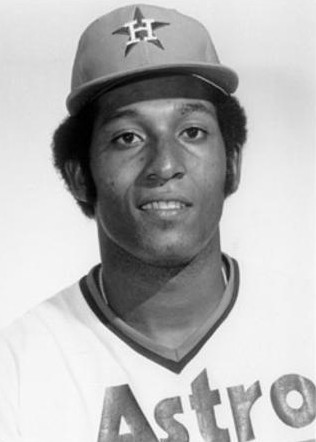
ウォーキーン・アンドゥハー／9月8日没

- 9月1日 - ディーン・ジョーンズ、アメリカ合衆国の俳優（* 1931年）[1]
- 9月1日 - 江本寛治、日本の実業家、JFEホールディングス相談役、元会長（* 1936年）[2]
- 9月1日 - 中平卓馬、日本の写真家（* 1938年）[3]
- 9月2日 - フランツ・ファン・バルコム、オランダのサッカー選手・指導者（* 1940年）[4]
- 9月2日 - 斉藤瑞樹、日本の声優（* 1973年）[5]
- 9月3日 - 金原善徳、日本の実業家、元ヤマハ取締役（* 1923年）[6]
- 9月3日 - チャンドラ・バハドゥール・ダンギ、ネパールの史上最も背の低い成人（* 1939年）[7]
- 9月4日 - 新倉能文、日本の実業家、大和自動車交通会長（* 1954年）[8]
- 9月5日 - 黒田一秀、日本の泌尿器科学者、元旭川医科大学学長（* 1920年）[9]
- 9月5日 - 原節子、日本の女優 (* 1920年) [10]
- 9月5日 - 小川新一郎、日本の政治家、元公明党衆議院議員（* 1926年）[11]
- 9月5日 - 竹内黎一、日本の政治家、元自由民主党衆議院議員、第38代科学技術庁長官（* 1926年）[12]
- 9月5日 - 小林陽太郎、日本の実業家、元富士ゼロックス会長、元経済同友会代表幹事（* 1933年）[13]
- 9月6日 - 洞内徳蔵、日本の政治家、元青森県十和田市長（* 1921年）[14]
- 9月6日 - バーニー・シュルツ、アメリカ合衆国の元MLB選手【セントルイス・カージナルスなどに所属】、南海ホークス投手コーチ（* 1926年）[15]
- 9月6日 - マーティン・ミルナー、アメリカ合衆国の俳優（* 1931年）[16]
- 9月6日 - 砂田圭佑、日本の政治家、元自由民主党衆議院議員（* 1933年）[17]
- 9月6日 - 高瀬光市、日本の実業家、元日本化薬副社長（* 1948年）[18]
- 9月6日 - 渡名喜忠信、日本の俳優（* 1984年）[19]
- 9月7日 - 大竹祐一郎、日本の実業家、元日鉄ライフ社長（* 1932年）[20]
- 9月7日 - 備前喜夫、日本のプロ野球選手（投手）（* 1933年）[21]
- 9月7日 - 藤田栄治、日本の運動家、第4次厚木爆音訴訟原告団長、元全水道委員長（* 1934年）[22]
- 9月8日 - 宝生あやこ、日本の女優（* 1917年）[23]
- 9月8日 - ウォーキーン・アンドゥハー、メジャーリーガー（* 1952年）
- 9月10日 - 池内啓、日本の政治学者、福井大学名誉教授（* 1920年）[24]
- 9月11日 - 鳥居三朗、日本の俳人（* 1940年）[25]
- 9月12日 - 関水和武、日本の実業家、元ラサ工業社長（* 1921年）[26]
- 9月12日 - 五十嵐清、日本の法学者、北海道大学名誉教授（* 1925年）[27]
- 9月13日 - 森本靖、日本の政治家、元日本社会党衆議院議員（* 1919年）[28]
- 9月13日 - 近藤弘明、日本の日本画家（* 1925年）[29]
- 9月13日 - 大河直躬、日本の建築学者、千葉大学名誉教授（* 1929年）[30]
- 9月13日 - 八木昌子、日本の女優（* 1938年）[31]
- 9月14日 - 市川明、日本の実業家、元神鋼商事社長（* 1927年）[32]
- 9月14日 - フレッド・デルーカ（英語版）、アメリカの実業家、サブウェイの創業者（* 1948年）[33]
- 9月15日 - 庄司永建、日本の俳優（* 1923年）[34]
- 9月15日 - 藤間多寿史、日本の舞踊家（* 1940年）[35]
- 9月15日 - 元持昌之、日本の映画プロデューサー（* 1947年）[36]
- 9月15日 - 池田一男、日本の歌手（* 1951年）[37]

## (16日 - 30日)

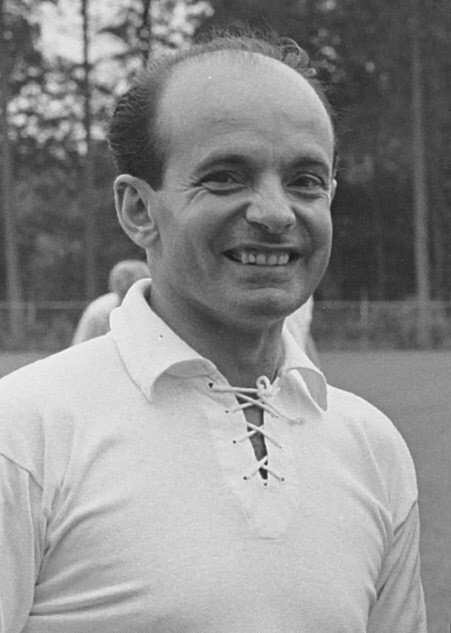
デットマール・クラマー／9月17日没

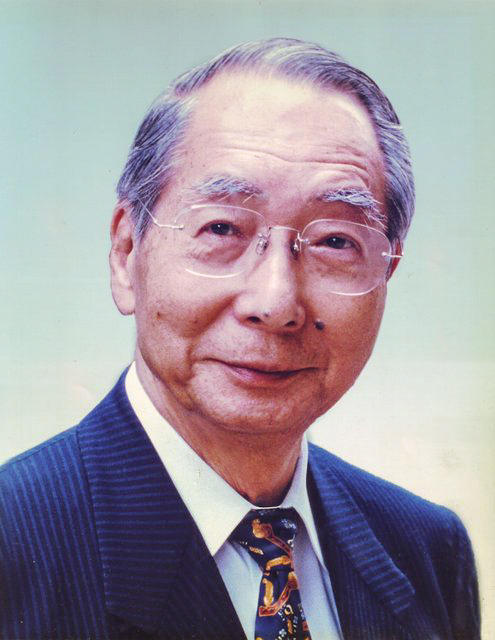
塩川正十郎／9月19日没

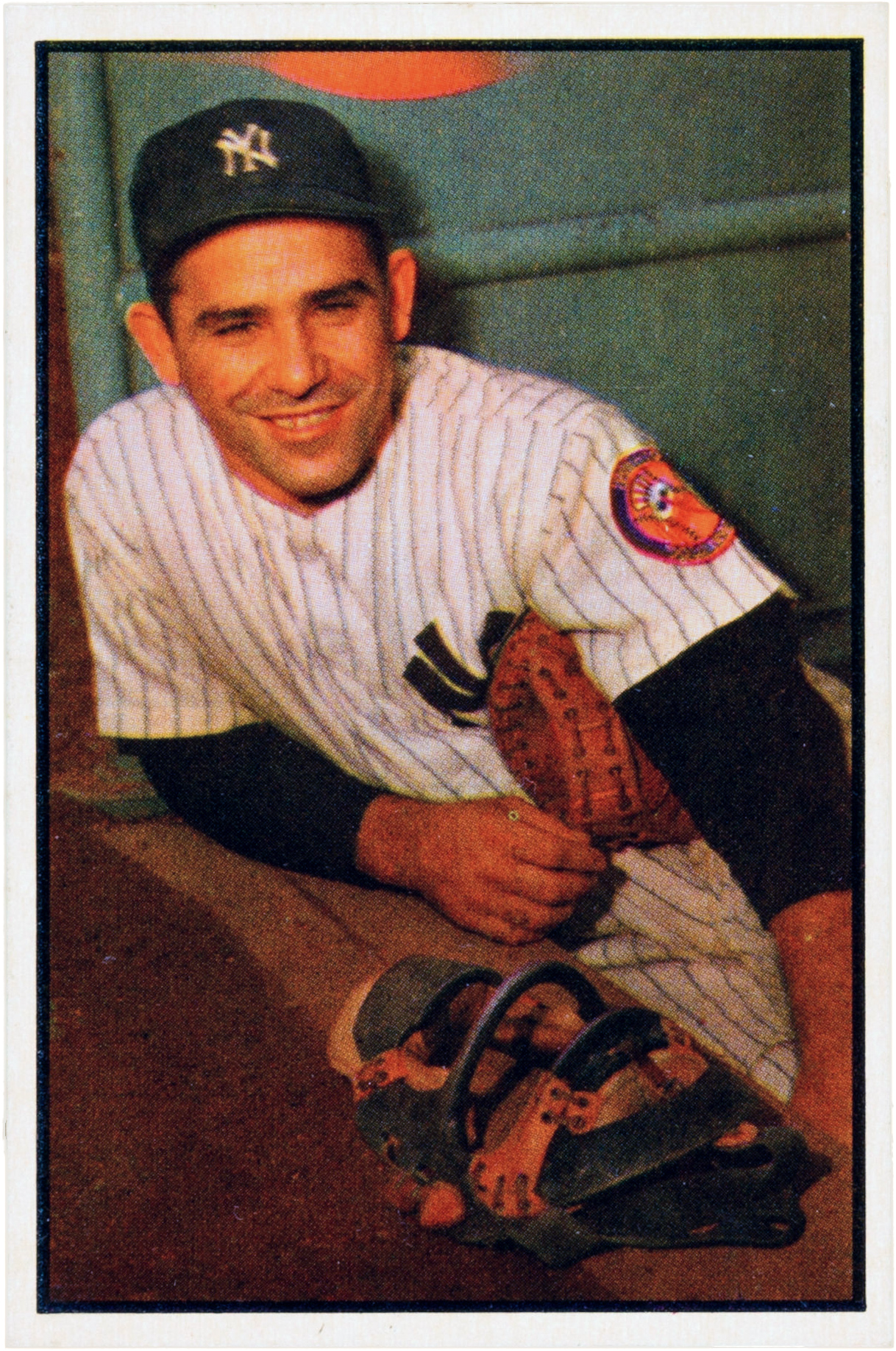
ヨギ・ベラ／9月22日没

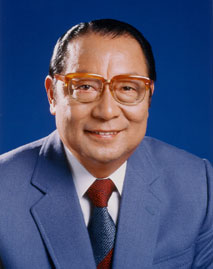
高橋一郎／9月25日没

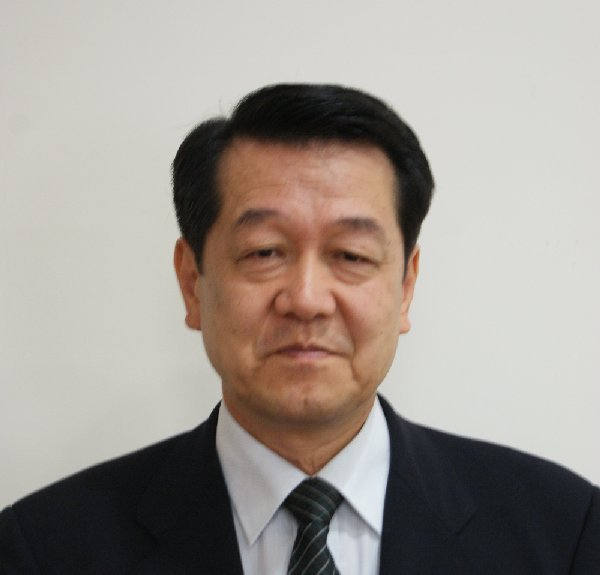
木村一信／9月26日没

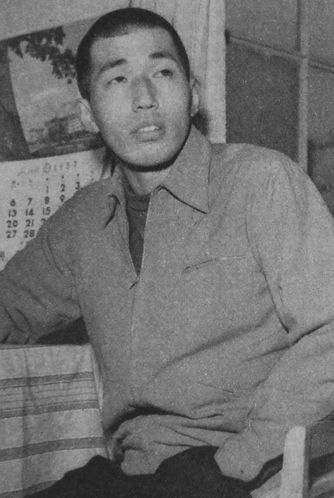
石井連藏／9月27日没

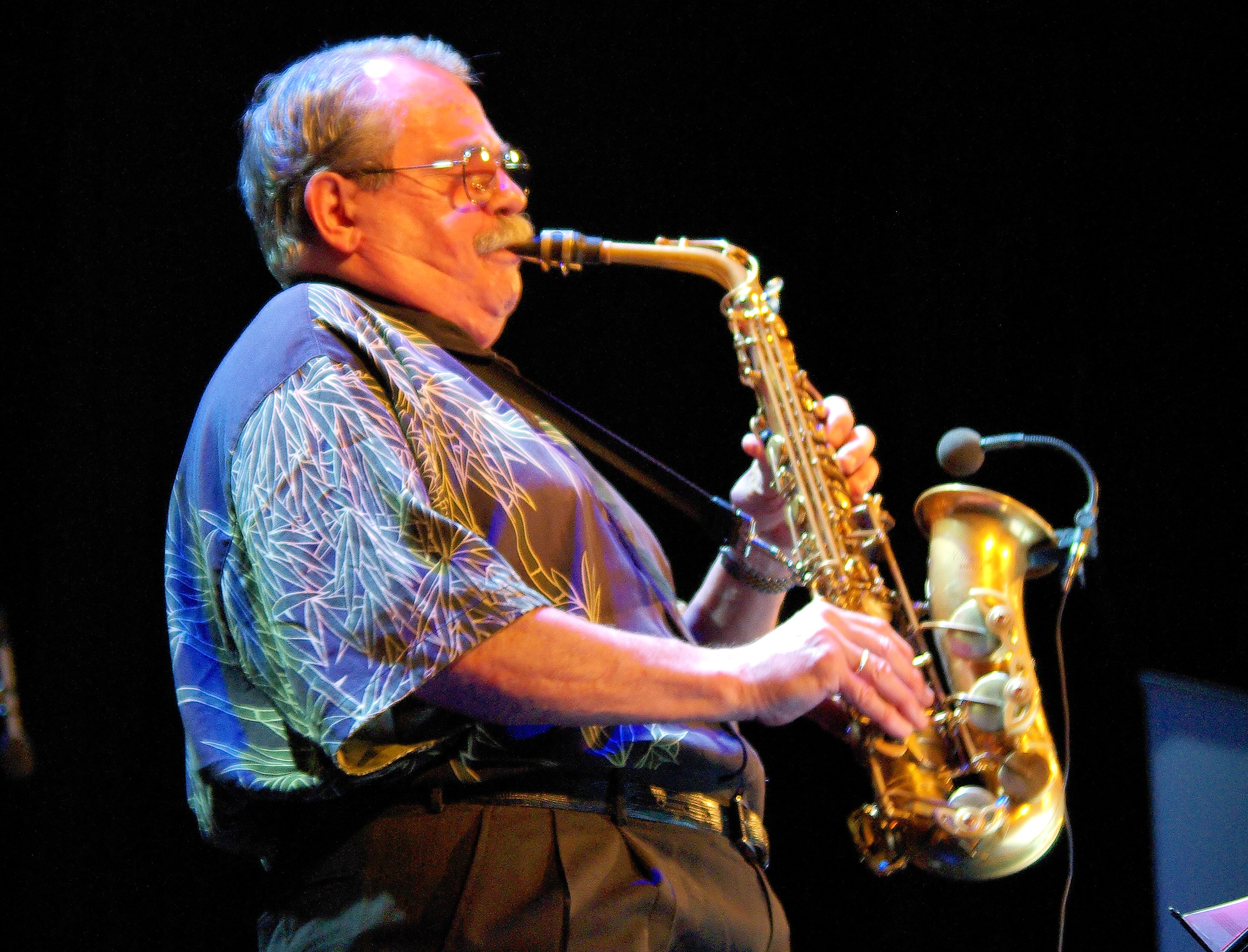
フィル・ウッズ／9月29日没

- 9月17日 - デットマール・クラマー、ドイツのサッカー選手・指導者（* 1925年）[38]
- 9月17日 - 川鍋孝文、日本の実業家、日刊ゲンダイ取締役会長（* 1936年）[39]
- 9月17日 - 郡司篤晃、日本の医学者、官僚、元東京大学医学部教授、元厚生省薬務局生物製剤課長（* 1937年）[40]
- 9月18日 - 石橋義夫、日本の実業家、共立女子大学学園長、理事長（* 1925年）[41]
- 9月18日 - 重松宗男、日本の実業家、元西友副社長（* 1941年）[42]
- 9月19日 - 塩川正十郎、日本の政治家、元自由民主党衆議院議員、第2代財務大臣、第50代内閣官房長官（* 1921年）[43]
- 9月19日 - 小畠郁生、日本の古生物学者（* 1929年）[44]
- 9月19日 - 加納俊治、日本の工芸家（* 1929年）[45]
- 9月19日 - 上野昭、日本の演劇プロデューサー（* 1933年）[46]
- 9月19日 - ゴーマン美智子、日本の女子マラソン選手、ボストンマラソン優勝者（* 1935年）[47]
- 9月19日 - ジャッキー・コリンズ（英語版）、アメリカ合衆国の小説家（* 1937年）[48]
- 9月19日 - 黒木奈々、日本のフリーアナウンサー（* 1982年）[49]
- 9月20日 - 秋森万次、日本の政治家、元宮崎県南郷町長（* 1919年?）[50]
- 9月20日 - 横井政時、日本の化学者、信州大学名誉教授（* 1926年）[51]
- 9月20日 - 辻谷政久、日本の砲丸職人、辻谷工業社長（* 1933年）[52]
- 9月20日 - 安保由夫、日本の俳優、作曲家（* 1948年）[53]
- 9月20日 - 松原徹、日本の労働運動家、日本プロ野球選手会事務局長（* 1957年）[54]
- 9月21日 - 本橋保正、日本の政治家、元東京都杉並区長（* 1921年）[55]
- 9月21日 - 大村英昭、日本の宗教社会学者、筑紫女学園大学学長、大阪大学名誉教授（* 1942年）[56]
- 9月22日 - 岸朝子、日本の食生活ジャーナリスト、料理評論家（* 1923年）[57][58]
- 9月22日 - ヨギ・ベラ、アメリカ合衆国のプロ野球選手・指導者【ニューヨーク・ヤンキース元選手】（* 1925年）[59]
- 9月22日 - 椿山教治、日本の化学者、福井大学名誉教授（* 1943年）[60]
- 9月23日 - 中村勝広、日本のプロ野球選手・監督、阪神タイガースゼネラルマネージャー（* 1949年）[61]
- 9月24日 - 福島菊次郎、日本の報道写真家（* 1921年）[62]
- 9月24日 - 戸田敏子、日本のアルト歌手、声楽家、東京芸術大学名誉教授（* 1922年）[63]
- 9月24日 - 千家達彦、日本の神職、出雲大社教前管長（* 1923年）[64]
- 9月24日 - 丸山詠二、日本の声優、俳優（* 1930年）[65]
- 9月24日 - 川島なお美、日本の女優、タレント（* 1960年）[66]
- 9月24日 - samfree、日本のソングライター（* 1984年）[67][68]
- 9月25日 - 高橋一郎、日本の政治家、元衆議院議員【自由民主党・新生党・新進党所属】（* 1926年）[69]
- 9月25日 - 6代目宝井馬琴、日本の講談師（* 1935年）[70]
- 9月25日 - 松本崇、日本の政治家、長崎県大村市長（* 1941年）[71]
- 9月26日 - 石本正、日本の日本画家（* 1920年）[72]
- 9月26日 - 助川敏弥、日本の作曲家、音楽評論家（* 1930年）[73]
- 9月26日 - 伊藤通明、日本の俳人（* 1935年）[74]
- 9月26日 - 木村一信、日本の教育者、日本近代文学研究者、立命館大学名誉教授（* 1946年）[75]
- 9月27日 - 115歳まで生存した女性 (1900年3月15日生)、日本のスーパーセンテナリアン、元日本最長寿者（* 1900年）[76]
- 9月27日 - 松尾松風、日本の冠句作家、前文芸塔社主幹（* 1923年）[77]
- 9月27日 - ジョン・ギラーミン、イギリスの映画監督（* 1925年）[78]
- 9月27日 - 石井連藏、日本の元アマチュア野球選手、指導者、第9代・第14代早稲田大学野球部監督（* 1932年）[79]
- 9月28日 - 根岸鵞山、日本の書家、毎日書道展参与会員（* 1924年）[80]
- 9月28日 - 小池榮、日本の俳優（* 1928年）[81]
- 9月28日 - 鈴木公宏、日本の化学者、福井大学名誉教授（* 1931年?）[82]
- 9月28日 - キャサリン・E・コールソン、アメリカ合衆国の女優（* 1944年）[83]
- 9月29日 - 山内久、日本の脚本家（* 1925年）[84]
- 9月29日 - フィル・ウッズ、アメリカ合衆国のジャズミュージシャン（* 1931年）[85]
- 9月30日 - 樋口晃、日本の実業家、ソニー副社長、創業メンバー（* 1913年）[86]